# برنارد روبنسون (ملاكم كيك بوكسينغ)
برنارد روبنسون (بالإنجليزية: Bernard Robinson)‏ هو ملاكم كيك بوكسينغ أمريكي، ولد في 23 أغسطس 1966 في جافني في الولايات المتحدة.